# Pauluskirche (Bad Kreuznach)

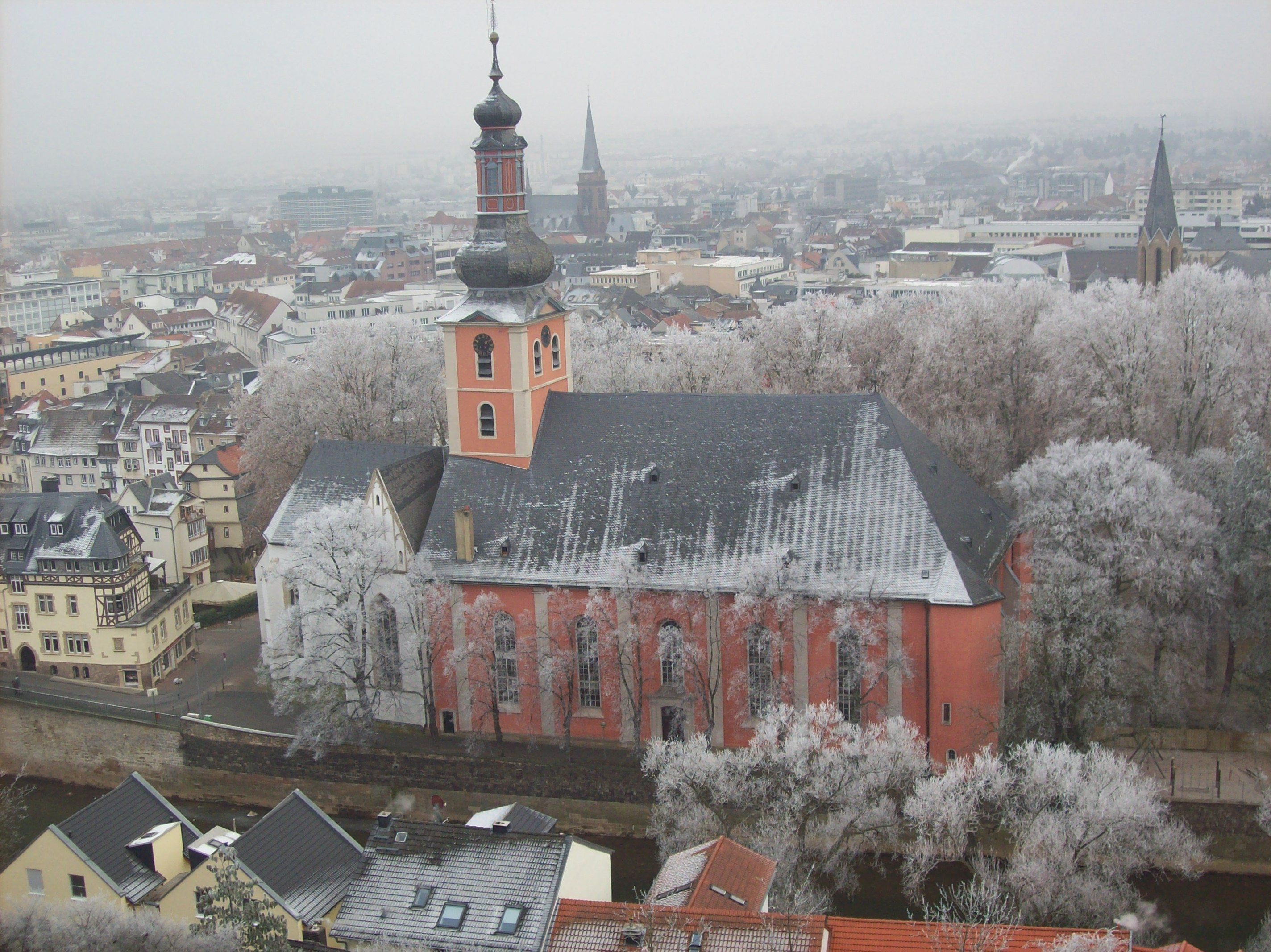
Pauluskirche und Pauluskapelle Bad Kreuznach

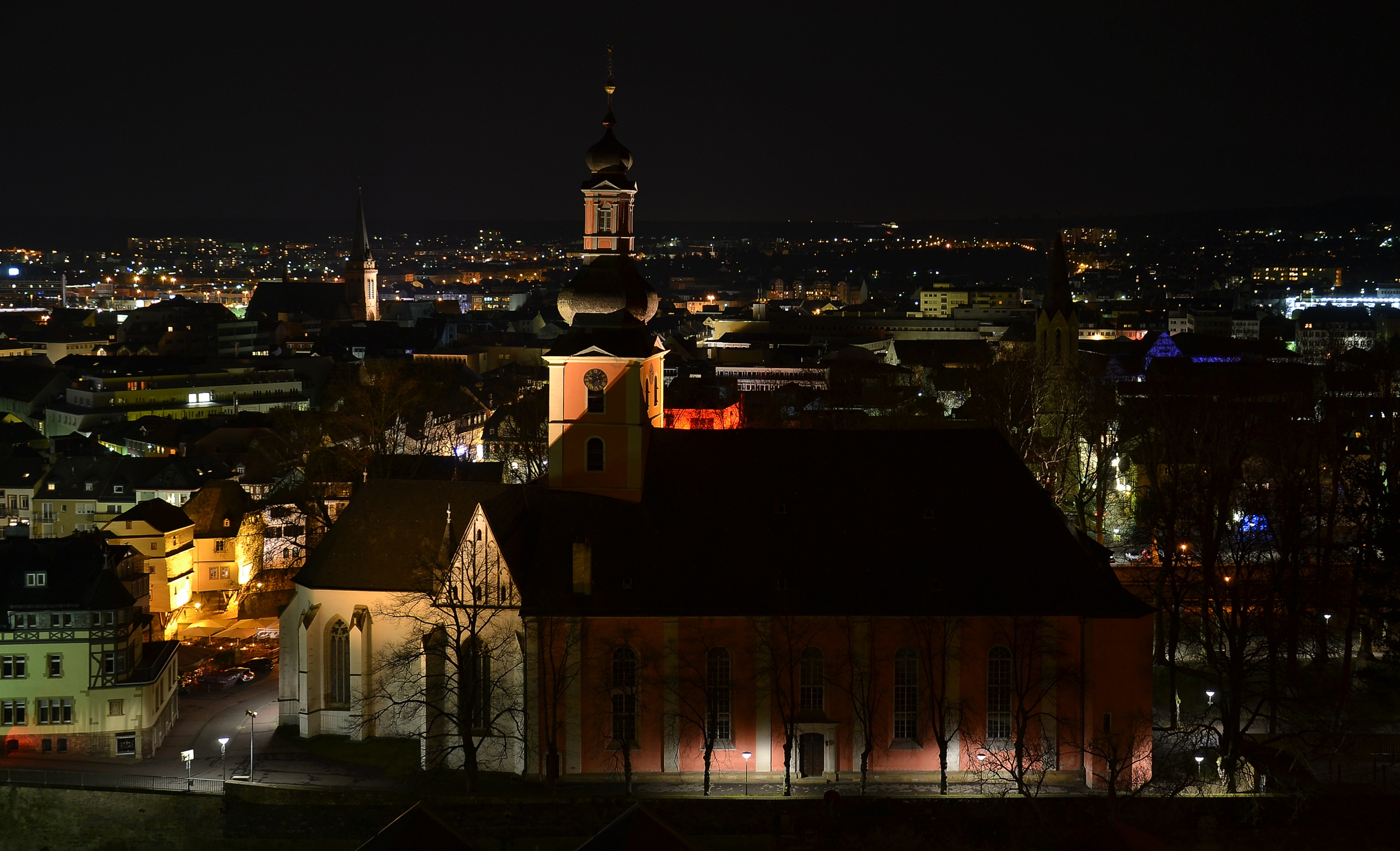
Pauluskirche bei Nacht

Die Pauluskirche ist ein Kirchengebäude in Bad Kreuznach. Sie liegt auf dem Wörth, einer Insel in der Nahe, mitten im Stadtzentrum zwischen der Kreuznacher Altstadt und der Neustadt.

## Geschichte

### Die vorreformatorische Kirche

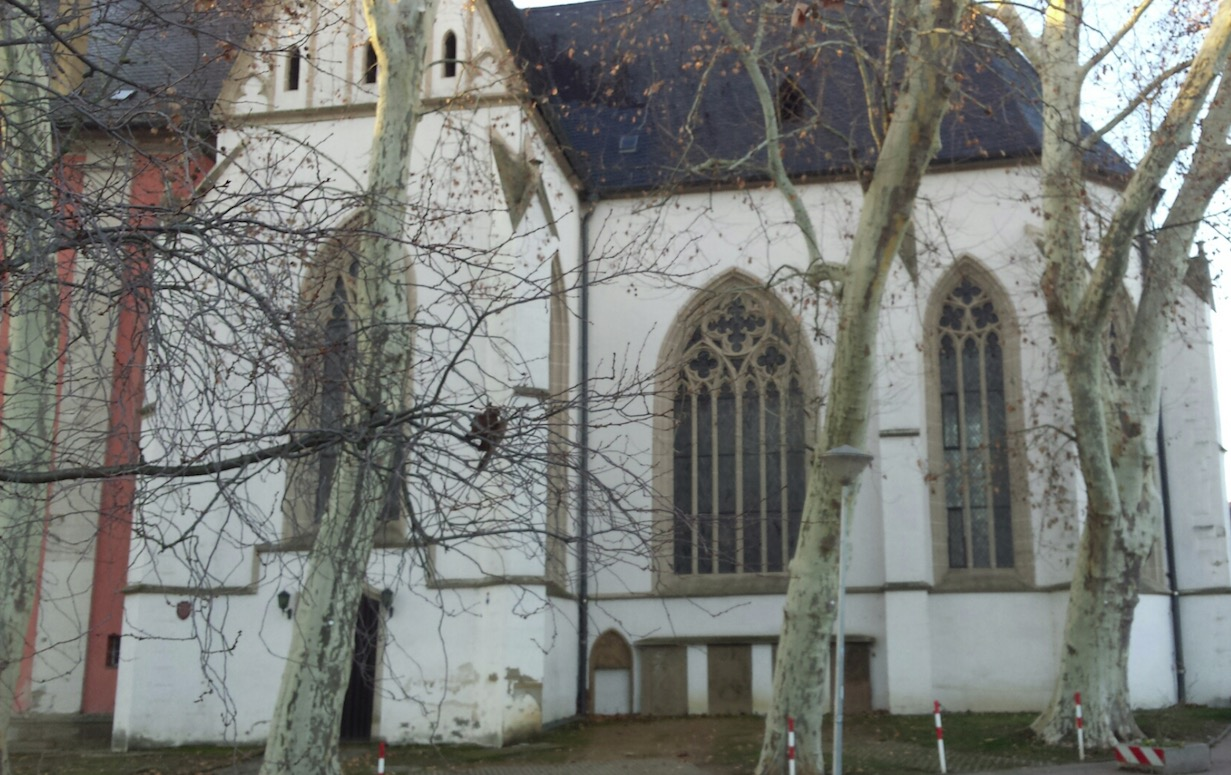
Gotischer Teil der Pauluskirche

Der ursprüngliche Bau entstand von 1311 bis 1332 durch die Initiative Johanns II., Graf von Sponheim. Ursprünglich lediglich als Kapelle konzipiert, entstand eine dreischiffige gotische Kirche mit Querschiff und Dachreiter über der Vierung. In Anlehnung an die Patrozinien der ehemaligen Kreuznacher Pfarrkirche wurde sie unser lieben Frau, St. Kilian und St. Martin geweiht. Die Genehmigung zur Weihe der Kirche erteilte 1332 Balduin von Luxemburg, der als Erzbischof von Trier zu dieser Zeit die Administrationsrechte des Mainzer Bischofs ausübte. Als Festtage der Kirchweihe sind aus dem 15. Jahrhundert das Fest der Geburt Johannes des Täufers und das Fest seiner Enthauptung überliefert. In der Folge wurde die Kirche Begünstigte zahlreicher Schenkungen, auch wurde um 1340 der Gottesacker auf dem Wörth angelegt. Da der Bau von 1332 noch nicht über einen Westabschluss verfügte, konnte nach 1400 der bis heute erhaltene gotische Chor ohne größere Umbaumaßnahmen an die Kirche angefügt werden, der als Grablege der Sponheimer Grafen gedacht war. Aufgrund einer umfangreichen Seelgerätstiftung der Gräfin Elisabeth von Sponheim-Kreuznach wurde seit 1431 von den Karmelitern des Schwarz-Klosters täglich eine Gedächtnismesse für die Grafenfamilie in der Stadtpfarrkirche gelesen.
Die Einrichtung der Stadt als Kondominium 1437 hatte auch für die Kirche auf dem Wörth Konsequenzen. In der politischen Spannung zwischen den Markgrafen von Baden und der Pfalzgrafen von Pfalz-Simmern gerieten Stadt und gerade die Gemeinde auf Grund ihrer Grenzlage immer wieder in entwicklungshemmende Konflikte. Zudem war die Kirche seit ihrer Frühzeit häufig von Hochwasser betroffen, das etwa im Frühjahr 1458 großen Schaden verursachte und dem zahlreiche Altäre zum Opfer fielen. In der Folge ruhte auch die Bautätigkeit, über Instandsetzungsarbeiten und einige Renovierungen im Jahr 1516 hinaus sind keine spätmittelalterlichen Eingriffe in die Gebäudesubstanz belegt.

### Von der Reformation bis zur Zerstörung
Obwohl sich bereits 1521 bis 1523 auf der nur wenige Kilometer entfernten Ebernburg zahlreiche der wirkungsgeschichtlich bedeutsamsten Reformatoren versammelten, hielt sich die Kreuznacher Stadtkirche zu den Altgläubigen.

#### Die lutherisch-calvinistischen Zwistigkeiten
Die nach der Amtsübernahme Ottheinrichs 1556 durchgeführte Kirchenvisitation führte zur Einführung der Reformation gemäß den Bestimmungen des Augsburger Religionsfriedens. Tatsächlich kann allerdings erst mit der Absetzung des alten Plebans und Einsetzung des bisherigen leiningschen Hofpredigers Christoph Stolberger im Herbst 1557 von einer reformatorischen Gemeinde die Rede sein. Nach der Hinwendung Friedrichs III. zum Calvinismus 1563, die auch Stolberger mit der Gemeinde nachvollzog, wurde die Säkularisation von Kreuznacher Klöstern stärker vorangetrieben, was auch den Aufsichtsbereich der Kirche ansehnlich vergrößerte. In der Folge des Regierungsantritts des zu einem strengen Luthertum neigenden Ludwig VI. 1576 wurde auch Stolberger seines Amtes enthoben und die Gemeinde im Sinne der späteren Konkordienformel geleitet. Nach dem Tod Ludwigs erhielten schließlich die Calvinisten wieder Oberwasser. Unter Johann Kasimir wurde 1585 der lutherische Prediger abgesetzt. Bei der Neubesetzung der Pfarrstelle kam es zu großen Konflikten, die auch die politische Spaltung der Stadt widerspiegeln. Man einigte sich auf ein wechselndes Recht, sodass bei der Besetzung der Pfarrstelle abwechselnd Baden oder die Kurpfalz zum Zug kommen sollte. In der Folge der Auseinandersetzungen die bis 1587 andauerten, erwies sich die Kurpfalz als stärkere Kraft. Für die Kirche auf dem Wörth bedeutete dies, dass sich dort die calvinistische Tradition letztlich und dauerhaft festsetzen konnte.

#### Der Dreißigjährige Krieg und die Zeit als Simultankirche
Die nächste Zäsur im Gemeindeleben ergab sich im Verlauf des Dreißigjährigen Krieges. Da Kreuznach seit 1620 Stützpunkt der spanischen Truppen unter Marquis Spinola war, setzte nun verstärkt die Gegenreformation ein. 1624 begannen im Chor der Wörthkirche die Gottesdienste der nun in der Stadt ansässigen Jesuiten, womit sie nun als Simultankirche fungierte. 1626 wurde schließlich die calvinistische Religion in der Stadt verboten, was zur Auswanderung zahlreicher Gemeindeglieder führte. Erst mit der Eroberung der Stadt durch Gustav Adolf 1632, bei der die Kirche wohl beträchtlichen Schaden genommen hatte, endete die Zwangskatholisierung. Alle drei Konfessionen waren nun in der Stadt zugelassen und bekamen je ein Kirchgebäude zugewiesen. Die Wörthkirche ging dabei an die Calvinisten. Nachdem jedoch die kaiserlichen Truppen die Stadt 1635 erobert hatten, begann 1636 wieder der jesuitische Gottesdienst im Chor des Kirchgebäudes. Erst 1652 ging die Kirche nach dem Kreuznacher Religionsvergleich wieder in den alleinigen Gebrauch und Besitz der reformierten Gemeinde über.

#### Blüte der Stadtkirche und Zerstörung durch die Franzosen
In der Folge war die Wörthkirche als einzige Kreuznacher Stadtkirche auch von repräsentativer Bedeutung für die Obrigkeit. Als Predigtkirche erhielt sie zudem im Verlauf des 17. Jahrhunderts durch die ergänzenden Emporen weitere Kapazitäten. Die Blüte der Kirche sollte allerdings im Pfälzischen Erbfolgekrieg ein jähes Ende finden. Beschuss und Zerstörung der benachbarten Kauzenburg 1688 folgte ein langanhaltendes Wüten der Truppen Ludwigs XIV. und die Niederbrennung der Kirche 1689. Lediglich der Chor konnte später wieder derart hergerichtet werden, dass er als Kapelle wieder der Gemeinde zur Verfügung stehen konnte. Der allgemeine Niedergang der Stadt spiegelt sich auch im Gebrauch des Kirchgebäudes wider. Die Gemeinden waren derart geschrumpft, dass die Kirche 1698–1708 und 1721 als Simultankirche gleichermaßen von römischen Katholiken (im Chor) und der reformierten Gemeinde (im abgetrennten Langhaus) genutzt wurde.

### Vom Wiederaufbau bis zum Zweiten Weltkrieg

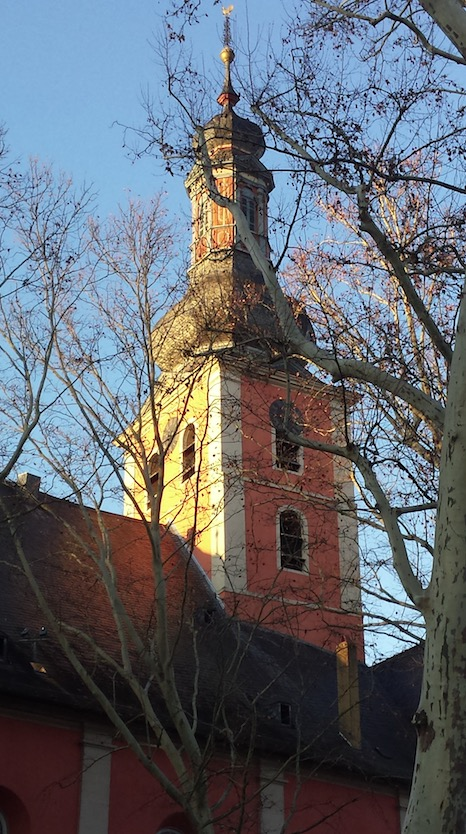
Turm der Pauluskirche

Zwischen 1768 und 1781 wurde zunächst der Turm, dann das Hauptschiff unter Leitung von Philipp Heinrich Hellermann neu errichtet. Wegen ihrer Einweihung an Peter und Paul 1781 erhielt die Kirche den Namen Pauluskirche.
1782 wurde hier Johann Heinrich Jung-Stilling (1740–1817) von seinem Freund, dem reformierten Inspektor Daniel Ludwig Wundt (1741–1805), mit seiner zweiten Frau Susanne (Salome) Maria („Selma“) von St. George (1760–1790) getraut.
Die Verschiebung der politischen Grenzen seit den Eroberungen Napoleons hatten auch Folgen für die Pauluskirchengemeinde. Die letztendliche Zuordnung des Territoriums zum Königreich Preußen ließ die Gemeinde auch unter das Summepiscopat Friedrich Wilhelms III. kommen. Dementsprechend war sie auch von den königlichen Vereinigungsüberlegungen betroffen, die in der Stadt positiv aufgenommen wurden. Am Reformationstag 1817 wurde hier das erste linksrheinische Vereinigungsfest einer reformierten und einer lutherischen Gemeinde gefeiert, zu dessen Anlass eine Kette zwischen dem Turm der Pauluskirche und dem der Wilhelmskirche gespannt wurde.

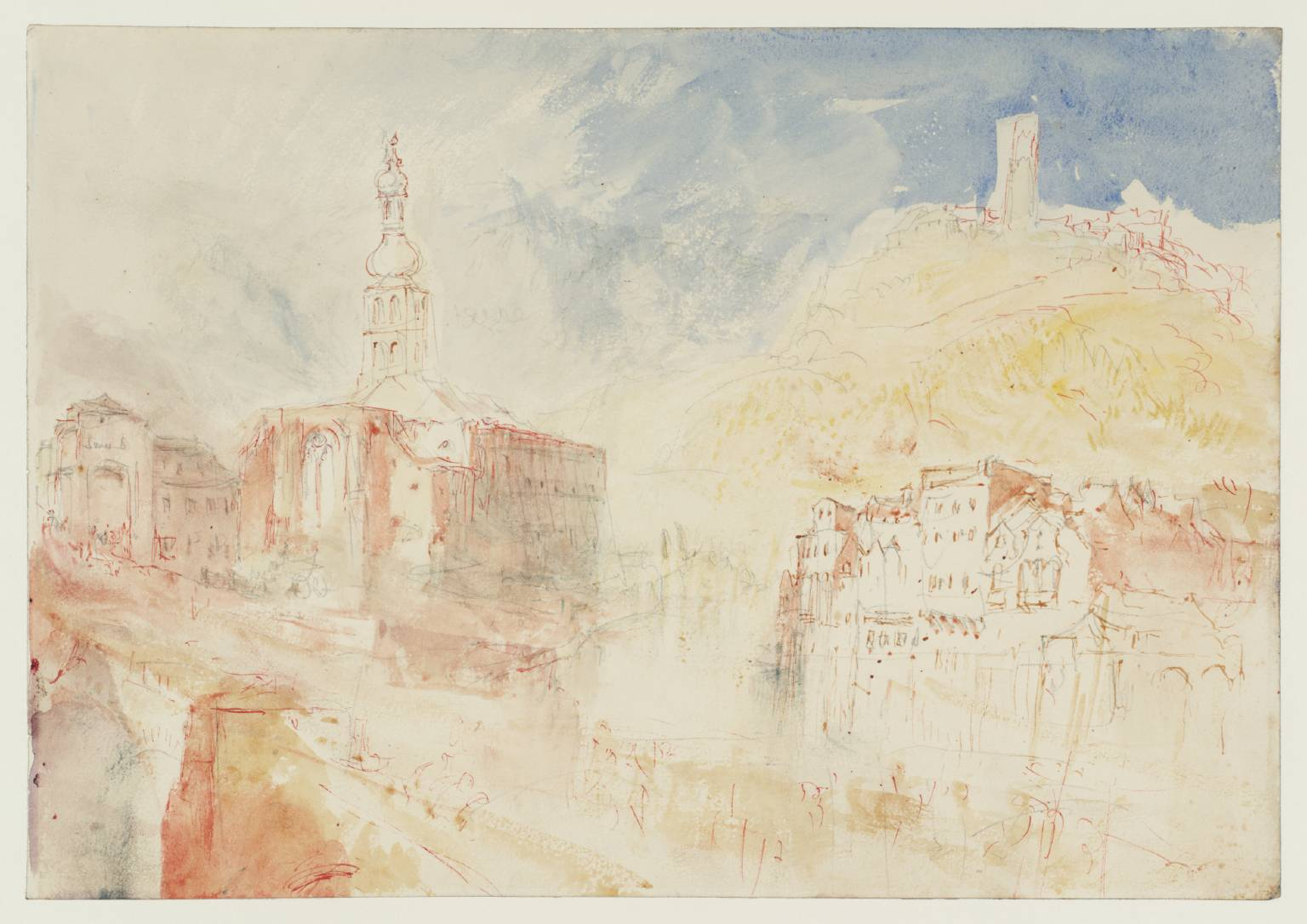
William Turner, Skizze Kreuznach an der Nahe mit der Ruine des Chors der Pauluskirche, 1844

Am 19. Juni 1843 traute der Superintendent Johann Wilhelm Schneegans (* 14. Juli 1776 Kreuznach; † 12. August 1858 ebenda) Karl Marx und Jenny von Westphalen. Ort der Trauung war wegen Renovierungsarbeiten allerdings die gegenüberliegende Wilhelmskirche.
Der Gottesdienst fand zu dieser Zeit im Hauptschiff statt, während der Chor dem Verfall preisgegeben wurde. Mit Hilfe englischer Kurgäste begann 1840 der Wiederaufbau unter Kreisbaumeister Conradi, so dass zwischen 1863 und 1914 hier anglikanische Gottesdienste gefeiert wurden.
Im Zweiten Weltkrieg hatte vor allem der gescheiterte Versuch der Wehrmacht, die Nahebrücke zu sprengen, fatale Folgen. Die gesamte Explosionswucht der angebrachten Sprengsätze entlud sich in Richtung der umliegenden Gebäude und deckte das Dach des Gotteshauses ab.

### Die Kirche seit dem Wiederaufbau
Von 1952 bis 1954 erfolgte der Wiederaufbau.

## Gegenwärtige Nutzung

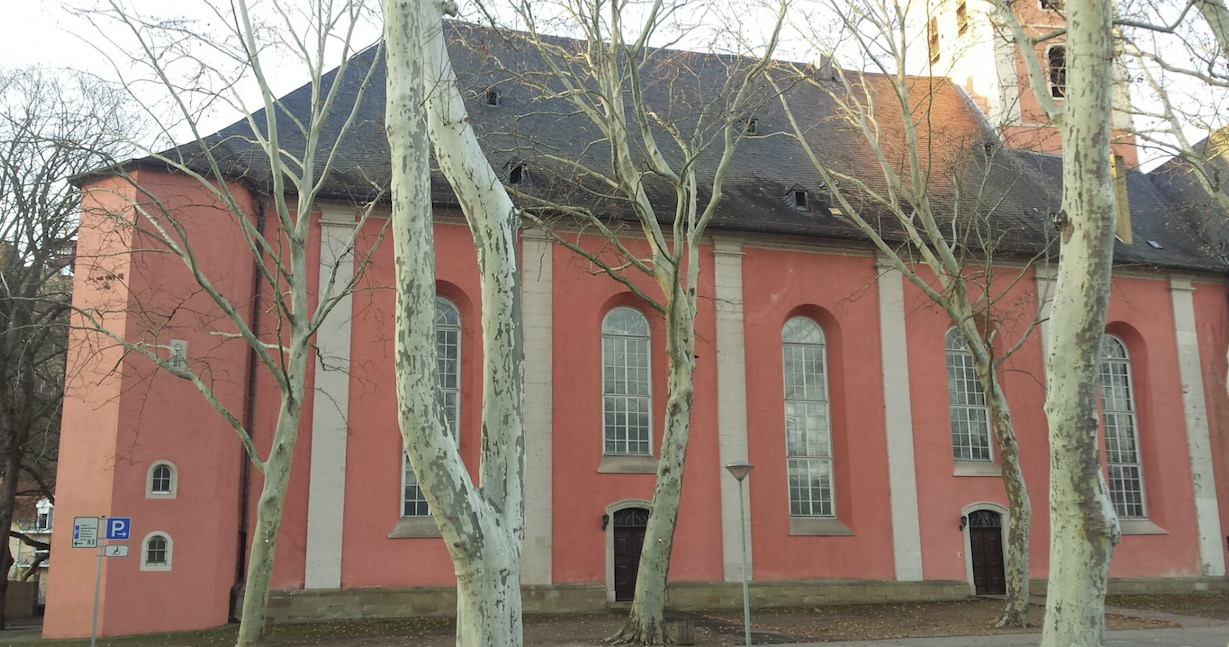
Kirchenschiff von Süden

Die Pauluskirche wird neben dem Gemeindebetrieb vielfältig für kulturelle Angebote genutzt, es finden dort regelmäßig Konzerte von Chören und Sinfonieorchestern statt. Neben der Kantorei der Pauluskirche veranstaltet die Konzertgesellschaft Bad Kreuznach hier regelmäßig ihre Oratorienaufführungen. Die der liturgischen Tradition der anglikanischen Kirche nahestehende Michaelsbruderschaft ist ebenfalls im Ostteil der Kirche heimisch.
Der etwa 1200 Sitzplätze umfassende Bau ist das größte Gotteshaus zwischen Mainz und Trier und nimmt auf Grund seiner unmittelbaren Nachbarschaft zur Superintendentur des Kirchenkreises An Nahe und Glan eine besondere Rolle für das evangelische Leben in der Region ein.

## Kantorei an der Pauluskirche
Die Kantorei wurde 1956 vom damaligen Kirchenmusiker Wilfried Bergmann als Jugendchor gegründet. 1960 übernahm Dieter Wellmann den Chor. Von 1996 bis 2015 stand die Kantorei unter der Leitung von Beate Rux-Voss. Ihr folgte bis Dezember 2019 die Kirchenmusikerin Cindy Rinck. Gegenwärtige Kantorin der Pauluskirche ist Carla Braun.

## Orgeln
1714 erhielt die reformierte Gemeinde in der Pauluskirche eine Orgel des Hanauer Orgelbauers Johann Valentin Marckert (Marquardt), die über 13 Register auf einem Manual verfügte.

### Oberlinger-Orgel

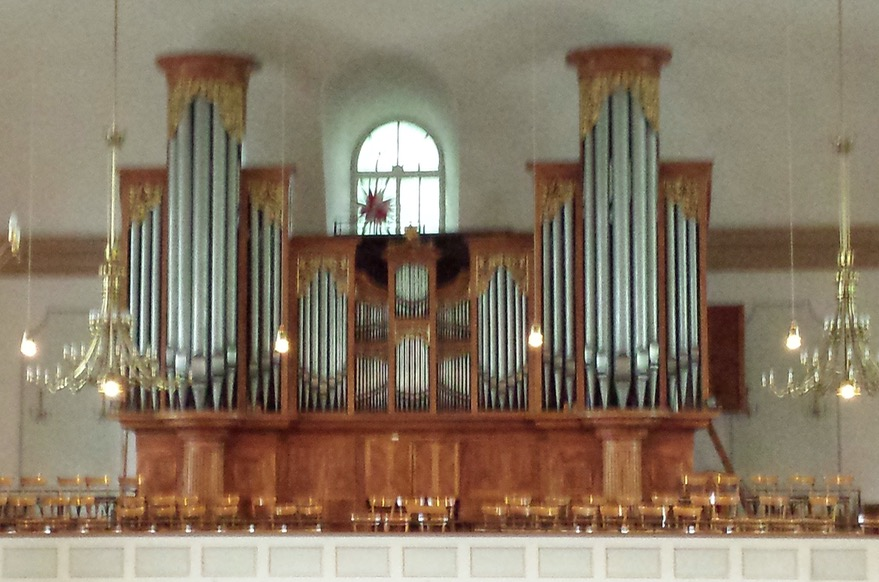
Oberlinger-Orgel, Westseite

Sowohl in der Pauluskirche als auch in der Pauluskapelle wurden später Orgeln der Windesheimer Firma Gebr. Oberlinger installiert. Die große Orgel der Pauluskirche, die auf der hinteren Sängerempore steht, wurde 1957 erbaut und hat in ihrem 16′-Gehäuse-Prospekt 43 Register, verteilt auf drei Manuale und Pedal. Das neobarocke Orgelgehäuse korrespondiert im Kirchenraum mit dem gegenüberliegenden barocken Kanzel-Altar. Die Gehäuserahmen und die Gesimse der Orgel bestehen aus massivem Nussbaumholz. Die von dem Bad Kreuznacher Bildhauer Karl Steiner geschnitzten und blattvergoldeten Ornamente zeigen Reben und Trauben. Die Windladen wurden aus Eiche mit gespundeten Eichenholzschieden nach historischer Bauweise gebaut. Orgelbaumeister Ernst Oberlinger konzipierte zusammen mit seinem Bruder Hermann, dem Bad Kreuznacher Architekten Karl Schneider und dem damaligen Kantor der Pauluskirche, Wilfried Bergmann, die Orgel in neobarockem Stil.
Die Disposition der Oberlinger-Orgel lautet:
| I Oberwerk (schwellbar) C–g3 |        |
| Holzgedackt                  | 08′    |
| Salicional                   | 08′    |
| Principal                    | 04′    |
| Koppelflöte                  | 0 4′   |
| Nasat                        | 2 ⁄3′  |
| Octave                       | 02′    |
| Waldflöte                    | 02′    |
| Terz                         | 1 3⁄5′ |
| Gemsquinte                   | 1 ⁄3′  |
| Scharff IV                   |        |
| Dulcian                      | 16′    |
| Krummhorn                    | 0 8′   |
| Tremulant                    |        |

| II Hauptwerk C–g3    |       |
| Pommer               | 16′   |
| Principal            | 08′   |
| Rohrflöte            | 08′   |
| Octave               | 04′   |
| Gemshorn             | 04′   |
| Quinte               | 2 ⁄3′ |
| Octave               | 02′   |
| Flachflöte           | 02′   |
| Mixtur IV-V          |       |
| Klingende Cymbel III |       |
| Fagott               | 16′   |
| Trompete             | 08′   |

| III Kronwerk C–g3 |       |
| Metallgedackt     | 8′    |
| Rohrflöte         | 4′    |
| Principal         | 2′    |
| Kornett III       |       |
| Sifflöte          | 1 ⁄3′ |
| Octave            | 1′    |
| Zimbel IV         |       |
| Vox humana        | 8′    |
| Regal             | 4′    |
| Tremulant         |       |

| Pedal C–f1     |     |
| Untersatz      | 32′ |
| Principal      | 16′ |
| Subbass        | 16′ |
| Octavbass      | 08′ |
| Rohrgedackt    | 08′ |
| Choralbass     | 04′ |
| Nachthorn      | 02′ |
| Basskornett IV |     |
| Mixtur III     |     |
| Posaune        | 16′ |
| Trompete       | 08′ |
| Trompete       | 04′ |

- Koppeln: II/I, III/II, I/P, II/P

Der Klang der Orgel wurde von Dieter Wellmann auf mehreren Tonträgern dokumentiert.

### Eule-Orgel

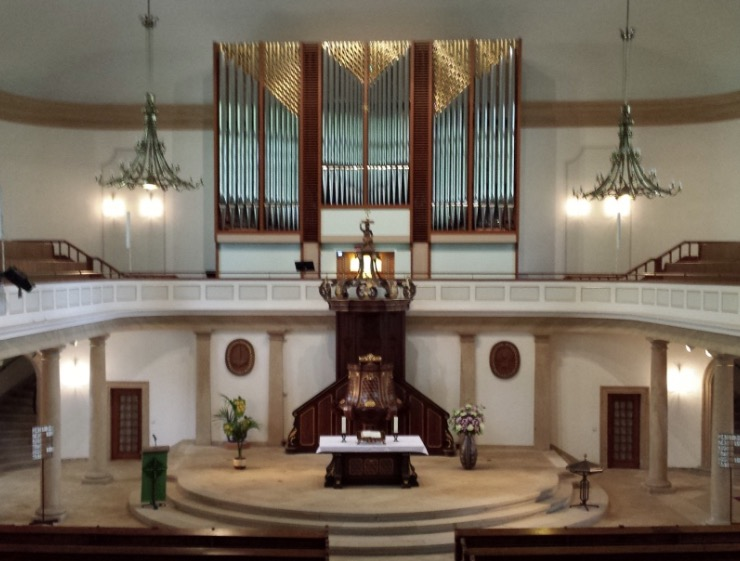
Neue Eule-Orgel, Ostseite

2012 wurde hinter dem barocken Kanzel-Altar ein neues, von der damaligen Kantorin Beate Rux-Voss konzipiertes Instrument von Hermann Eule Orgelbau Bautzen (op. 668) eingebaut und am 28. Mai 2012 eingeweiht. Es umfasst 33 Register auf zwei Manualen und Pedal. Hinzu kommen zwei Vorabzüge und 5 Pedal-Extensionen und verschiedenen Spielhilfen. Die Disposition lautet wie folgt:
| I Hauptwerk C–a3 |                     |        |
| 1.               | Bordun              | 16′    |
| 2.               | Principal           | 8′     |
| 3.               | Viola di Gamba      | 8′     |
| 4.               | Flute harmonique    | 8′     |
| 5.               | Rohrflöte           | 8′     |
| 6.               | Octave              | 4′     |
| 7.               | Spitzflöte          | 4′     |
| 8.               | Quinte              | 2 ⁄3′  |
| 9.               | Superoctave         | 2′     |
|                  | Quinte (VA aus 10.) | 1 ⁄3′  |
| 10.              | Mixtur IV           | 1 ⁄3′  |
| 11.              | Cornet I–IV         | 1 3⁄5′ |
| 12.              | Trompete            | 8′     |

| II Schwellwerk C–a3 |                          |        |
| 13.                 | Viola d’amour            | 16′    |
| 14.                 | Geigenprincipal          | 8′     |
| 15.                 | Salicional               | 8′     |
| 16.                 | Flauto traverso          | 8′     |
| 17.                 | Gedackt                  | 8′     |
| 18.                 | Unda maris (ab c0)       | 8′     |
| 19.                 | Fugara                   | 4′     |
| 20.                 | Flauto amabile           | 4′     |
| 21.                 | Nasard                   | 2 ⁄3′  |
|                     | Octave (VA aus 25.)      | 2′     |
| 22.                 | Waldflöte                | 2′     |
| 23.                 | Tertia                   | 1 3⁄5′ |
| 24.                 | Sifflöte                 | 1′     |
| 25.                 | Harmonia aetherea II–III | 2′     |
| 26.                 | Trompette harmonique     | 8′     |
| 27.                 | Oboe                     | 8′     |
|                     | Tremulant                |        |

| Pedal C–f1 |                    |     |      |
|            | Untersatz (Ext.)   | 32′ |      |
| 28.        | Principalbass      | 16′ |      |
| 29.        | Violonbass         | 16′ | Holz |
| 30.        | Subbass            | 16' |      |
|            | Octavbass (Ext.)   | 8′  |      |
| 31.        | Violoncello        | 8′  | Zinn |
|            | Bassflöte (Ext.)   | 4′  |      |
|            | Octave (Ext.)      | 4′  |      |
| 32.        | Posaunenbass       | 16′ |      |
| 33.        | Trompetenbass      | 8′  |      |
|            | Claironbass (Ext.) | 4′  |      |

- Koppeln: II/I, II/I Sub, II/I Super, II/II Sub, II/II Super, I/P, II/P
- Spielhilfen: Walze mit 4 Einstellungen, 10.000fache Setzeranlage

Weiter steht für die Kirchenmusik eine transportable Truhenorgel für das Continuospiel bei barocken Konzerten zur Verfügung.
Die Orgeln der Pauluskirche wurden im Juli 2021 in der Videoreihe „Orgel des Monats“ durch die Kantorin Carla Braun auf dem Kanal der EKiR bei YouTube vorgestellt.

### Orgel in der Pauluskapelle
1965 wird der Neubau einer Orgel durch die Firma Oberlinger beschlossen. Der Preis betrug 20.300 DM. Die Orgel steht ebenerdig im Querschiff.
| Manual C–g3             |    |
| Gedackt B/D             | 8′ |
| Principal               | 4′ |
| Gemshorn                | 4′ |
| Octave                  | 2′ |
| Sesquialtera II Diskant | 2′ |
| Sifflöte                | 1′ |
| Mixtur III              |    |

| Pedal C–f1 |     |
| Subbaß     | 16′ |

- Koppeln:  I/P

## Trivia
- 1685 bis 1689 war Heinrich Horch als Diakon der Stadtkirche tätig.
- Am 2. Mai 1929 gastierte Albert Schweitzer als Organist mit einem Programm von Bach und Mendelssohn in der Kirche.
- Seit etwa 1960 wird in der heimatkundlichen Literatur über eine Trauung von Karl Marx und Jenny von Westphalen in der Pauluskirche berichtet. Nach Forschungsergebnissen von Pfarrer Albert Rosenkranz war die Pauluskirche aber im Jahr 1843 Baustelle wegen einer grundlegenden Renovierung. Ort der Trauung war vermutlich die Wilhelmskirche gegenüber.[16]